# BIGBANG Presents Love & Hope Tour 2011
BIGBANG Presents Love & Hope Tour 2011는 빅뱅의 세 번째 일본 투어로, 그들의 일본 세 번째 정규 앨범 BIGBANG 2 발매 이후 개최되었으며 총 11만명의 관객을 동원했다. 이 투어의 제목은 당초 Love & Pain Tour였지만, 도호쿠 지방 태평양 해역 지진이 발생한 이후 변경되었다. 또한 공연의 수익금의 일부는 재난 구호금으로 기부되었다.

## 투어 일정
| 날짜            | 도시     | 장소           | 관객 수        |
| --------------- | -------- | -------------- | -------------- |
| 2011년 5월 10일 | 대판     | 오사카 성 홀   | 통산 110,000명 |
| 2011년 5월 11일 | 대판     | 오사카 성 홀   | 통산 110,000명 |
| 2011년 5월 13일 | 천엽     | 마쿠하리 멧세  | 통산 110,000명 |
| 2011년 5월 14일 | 천엽     | 마쿠하리 멧세  | 통산 110,000명 |
| 2011년 5월 15일 | 천엽     | 마쿠하리 멧세  | 통산 110,000명 |
| 2011년 5월 17일 | 나고야시 | 니혼 가이시 홀 | 통산 110,000명 |
| 2011년 5월 18일 | 나고야시 | 니혼 가이시 홀 | 통산 110,000명 |
| 2011년 5월 19일 | 나고야시 | 니혼 가이시 홀 | 통산 110,000명 |

## 세트 리스트
- Opening VCR -
- TONIGHT (JP)
- SOMEBODY TO LOVE (KR)

- Ment -
- How Gee (EN)
- Number 1 (EN)
- Top Of The World (EN)

- VCR #2 -
- V.V.I.P (KR/승리 Solo)
- 어쩌라고 (KR/승리 Solo)
- Where U At + I'll Be There (KR/태양 Solo)

- Ment -
- BABY DON'T CRY (KR/대성 Solo)
- 뻑이가요 (KR/GD&TOP)
- OH YEAH (KR/GD&TOP)
- HIGH HIGH (KR/GD&TOP)

- VCR #3 (집에 가지마 MV) -
- 눈물뿐인 바보 (KR)
- Tell Me Goodbye (JP)
- 声を聞かせて (목소리를 들려줘) (JP)
- BEAUTIFUL HANGOVER (JP)

- Ment -
- CAFE (KR)
- 하루하루_Acoustic Ver. (KR)
- 거짓말_Rearranged (KR)
- 마지막 인사_Rearranged (KR)

- VCR #4 (LOVE SONG Making) -
- LOVE SONG (KR)
- Mr.Liar (JP)
- HANDS UP (JP)

- Encore -
- ガラガラGO!! (JP)
- MY HEAVEN (JP)